# 6599 Tsuko
6599 Tsuko este un asteroid din centura principală, descoperit pe 8 august 1988, de Kin Endate și Kazuo Watanabe.